# Old Man’s Journey
Old Man’s Journey (с англ. — «Приключения старика») — инди-игра, головоломка, доступная для мобильных устройств с операционными системами iOS, Android, персональных компьютеров с Windows, Mac OS и игровой приставки PlayStation 4. Разработкой и выпуском занималась австрийская студия Broken Rules. Old Man’s Journey является платным приложением для мобильных устройств. Суть игры заключается в том, чтобы управлять безымянным стариком и прокладывать ему путь вперёд, меняя высоту ландшафта.

## Игровой процесс

Кадр из игры

Игра предлагает управлять безымянным стариком, который получил письмо и решил отправиться в путь, к адресату записки. Старик путешествует через посёлки, море и острова. Игра является двухмерной и визуально напоминает мультипликационный фильм. Игрок должен менять высоту ландшафта, чтобы старик мог продвинуться вперёд. Персонаж может передвигаться только по поверхности возвышенностей и перепрыгивать с одной на другую, если возвышенности пересекаются, что игрок должен обеспечить. Нельзя изменять форму возвышенности, на которой строит персонаж. По мере прохождения игры, игрок будет сталкиваться с новыми препятствиями в виде водопадов, с которых также можно прыгать вниз, стада овец, которые будут преграждать путь страннику, но которых можно согнать на соседнюю лужайку, а также деревянных колёс, которыми возможно разбить каменные стены, если путём изменения ландшафта правильно в сторону ограждения направить колесо. Старик перемещается не только пешком, но и на транспорте, где игрок также должен менять уровень ландшафта, чтобы поезд или машина могли продвинуться вперёд.
Время от времени старик садится на скамейки и предаётся воспоминаниях о прошлом, исходя из которых становится ясно, что он когда то влюбился в рыжеволосую девушку, женился на ней и у них родилась дочь. Однако главного героя влекли путешествия на лодке, из-за чего он начал ссориться с женой и однажды решил покинуть семью. Возвратившись через много лет на родину, старик заметил, что дом, где его жена и дочь жили давно заброшен и старик решил провести оставшуюся жизнь у берега моря, в построенном им доме. Становится ясно, что записка была отправлена его бывшей женой и старик, добравшись до её нового дома, встретил уже глубоко постаревшею жену при смерти и стал свидетелем её кончины. У дочери к этому моменту появился сын. Старик снова воссоединяется с дочерью, внуком и те решают путешествовать вместе по морю.

## Разработка
Созданием игры занималась австрийская студия Broken Rules. Специально для данной игры команда разработчиков создала новый игровой движок, позволяющий передвигать ландшафты, чтобы персонаж мог перемещаться вперёд, к заданной цели. Движок демонстрировался на конференции разработчиков компьютерных игр в 2016 году. Когда прототип игры был готов, команда начала работать над художественным стилем. Среди основных вариантов было создание монохромного рисунка, имитирующего рисование эскиза чернилами на белом листе бумаги, а также минималистский стиль с объёмными объектами, созданных с помощью простой графики, напоминающей таковую из 90-х годов. Тем не менее, в качестве основного стиля были утверждены двухмерные иллюстрации с тщательной прорисовкой мелких деталей, внешне напоминающие яркие иллюстрации из детских книг. Каждый холм имеет разный цвет, чтобы они не «сливались» друг с другом и не запутывали игрока. От трёхмерных объектов было решено отказаться, так как уровни ландшафта уже придавали игре чувство глубины, а перепрыгивание с одной возвышенности на другую в двухмерном пространстве предполагало нарушение законов физики, что было явно видно при наличии объёмных объектов. Каждый уровень вместе с ландшафтами и зданиями создавался с помощью эскиза на листе бумаги, где сразу же прокладывались точки движения старика. Затем эскиз переводился в цифровой вид и раскрашивался.
По задумке разработчиков, геймплей поощрял бы игрока к медленному игровому стилю, чтобы тот стремился с созерцательному мышлению, а не думал о прогрессе во время прохождения игры. Разработчики назвали свой проект образно «игрой для чтения». Вдохновением для игрового мира послужила прибрежная итальянская деревня Чинкве-Терре, а также другие французские и мальтийские посёлки

## Восприятие
| Сводный рейтинг    | Сводный рейтинг                   |
| Агрегатор          | Оценка                            |
| ------------------ | --------------------------------- |
| Metacritic         | 86/100 (iOS, Android) 76/100 (PC) |
| Иноязычные издания |                                   |
| Издание            | Оценка                            |
| TouchArcade        | [ 9 ]                             |
| Gamezebo           | [ 4 ]                             |
| Pocket Gamer       | 8/10                              |
| Game Informer      | 8/10                              |
| App Advice         | 8/10                              |

Игра получила положительные оценки от игровых критиков, средняя оценка составила 86 баллов из 100 возможных.
Картера Дотсон из TouchArcade назвала игру великолепной, «ручной росписью» в цифровом виде, сочетающимся с визуальными эффектами, придающими жизнь игровому миру. Игра по мнению критика прекрасно передаёт рассказ без каких либо слов, через действия и воспоминания. В начале игрок знакомится с безымянным стариком, по мере прохождения игра рассказывает его историю, состоящую как из светлых моментов, так и лишений, в конце же игрок может расплакаться. Играть в данную игру стоит со звуком, музыка играет по мнению Картеры важную роль в создании правильной атмосферы происходящего. Игра лишена какого либо стресса, тем не менее в некоторых уровнях можно застрять, для чего потребуется перезагрузка игры, чтобы заново начать уровень. Сама игра длится не долго, на её прохождение потребуется не больше двух часов, также критик заметила, что Old Man’s Journey не подойдёт тем, кто любит заново проходить игры.
Джиллиан Вернер из Gamezebo также похвалила игру, назвав её произведением искусства, собранным из множества разных сцен, которые призваны рассказать трогательную историю старика. История персонажа гармонично переплетается с настоящим. Само прохождение уровней не сложно и доставляет удовольствие. Тем не менее, Джиллиан заметила трудности управления, а именно: когда игрок хочет взаимодействовать с окружающим миром, он невольно направляет персонажа в ту сторону, куда нажал пальцем.
Гарри Слейтер из Pocket Gamer заметил, что история старика вызывает одновременно умиление и грусть. Хотя со стороны игра кажется простой, она не будет казаться таковой с того момента, как игрок начнёт сталкиваться с водопадами и стадами овец. Изменение ландшафтов — очень интересная задумка по мнению Гарри, вдобавок игрок может любоваться пейзажами игрового мира. Критик заметил, что «это идеальная игра для того, чтобы расслабиться на диване за чашечкой горячего шоколада», сегодня же подобных игр не хватает.
Серхио Мелеро из Meristation заметил, что игра предлагает необычного персонажа, который однако отлично подходит для представленной в игре истории. Серихо заметил сходство художественного стиля с творчеством голландского аниматора Михаэля Дюдок де Вита, а также мультипликацией японской студии Ghibli. Система управления проста, хотя очевидно, она менее удобна для управления мышкой.

### Награды
| Год  | Награды                       | Категория                                    | Результат | Ссылка |
| ---- | ----------------------------- | -------------------------------------------- | --------- | ------ |
| 2018 | Bolognaragazzi                | Цифровая награда                             | Победа    |        |
| 2018 | Emotional Games Award         | Лучшее художественное достижение             | Победа    |        |
| 2018 | Game Developers Choice Awards | Лучшая мобильная игра                        | Номинация |        |
| 2018 | Конкурс Google Indie Games    |                                              | Номинация |        |
| 2018 | Конкурс Google Indie Games    | Премия Unity                                 | Победа    |        |
| 2018 | Taipei Game Show              | Лучшее визуальное искусство                  | Победа    |        |
| 2018 | Taipei Game Show              | Гран При                                     | Победа    |        |
| 2017 | The Game Awards               | Мобильная игра года                          | Номинация | [ 14 ] |
| 2017 | Игра года для Apple iPad      |                                              | Победа    |        |
| 2017 | Apple Design Awards           |                                              | Победа    |        |
| 2017 | IGN Best of 2017              | Лучшая мобильная игра                        | Номинация |        |
| 2017 | AzPlay                        | Лучшее визуальное искусство                  | Победа    |        |
| 2017 | Busan Indie Connect Festival  | Превосходное искусство                       | Победа    |        |
| 2017 | BIG Festival                  | Премия за лучшее художественное произведение | Победа    |        |
| 2017 | BIG Festival                  | Инновационная премия                         | Победа    |        |
| 2017 | Golden Joystick Awards        | Мобильная игра года                          | Номинация |        |
| 2017 | Independent Games Festival    | Превосходное визуальное искусство            | Номинация |        |
| 2017 | Indie Plus Awards             |                                              | Номинация |        |
| 2017 | Sense of Wonder Night         | Лучшее искусство                             | Победа    |        |
| 2017 | TapTap Game Awards            | Лучшее музыкальное сопровождения             | Победа    |        |
| 2017 | TapTap Game Awards            | Лучшая инди-игра                             | Номинация |        |
| 2017 | TapTap Game Awards            | Лучший сюжетное повествование                | Победа    |        |
| 2017 | TapTap Game Awards            | Лучшее визуальное искусство                  | Победа    |        |
| 2016 | IndieCade Europe              | Премия Media Choice                          | Победа    | [ 15 ] |